# Lohusalu
Lohusalu är en by (estniska: küla) i Lääne-Harju kommun i landskapet Harjumaa i nordvästra Estland. Byn ligger på halvön Lohusalu poolsaar, mellan de båda bukterna Lohusalu laht och Lahepere laht i Finska viken. 
I kyrkligt hänseende hör byn till Keila församling inom den Estniska evangelisk-lutherska kyrkan.